# Кар'єр Лучистий
Кар'єр Лучистий – колишнє гірничодобувне підприємство у Оренбурзькій області Росії, яке здійснювало розробку дрібного мідноколчеданного родовища.
В 20 столітті під час геологорозвідувальних робіт знайшли рудопрояв Лучистий, який після 2005-го пройшов дорозвідку та був визнаний родовищем з запасами міді 4,1 тисяча тон.
Будівництво кар’єру на Лучистому почалось в 2017-му і того ж року звідси з глибини у 30 метрів мали отримати першу руду, всього ж проектна глибина кар’єру мала досягнути 85 метрів. Запаси в контурі кар’єру оцінили лише у 112 тисяч тон руди, тому він був дуже швидко випрацьований – вже у 2018 або 2019 році.
Видобута руда надходила на Гранітівську збагачувальну фабрику.
Проект реалізувала компанія «ОРМЕТ», що належить до групи «Русской медной компании».